# 토니 브랙스턴
토니 브랙스턴(Toni Braxton, 1967년 10월 7일 ~ )은 미국의 가수, 배우이다. 그녀는 지금까지 6개의 그래미 어워드와 4000만장 이상의 판매고를 가지고 있다.
그녀는 1989년 더 브랙스턴스라는 그룹으로 데뷔, 1993년에는 히트앨범 'Toni Braxton'으로 800만장 이상을 기록하고, 빌보드 200에서 1위를 차지한다. 이어 다음 앨범인 'Secret'역시 그녀를 데뷔시켜 주고, 전반적인 프로듀싱을 해주어 온 베이비페이스와 함께 제작했으며, 이 앨범 역시 1000만장에 가까운 판매고를 올린다. 이 앨범으로 전 세계 차트 5위권 안에 진입한다.
3번째 히트앨범인 'The Heat'역시 닥터 드레, 레프트 아이 등의 슈퍼힙합스타들이 참여하여, 전 세계에서 400만장을 팔았고, 2001년에는 크리스마스 앨범인 'Snowflakes'를 발매한다. 이어 2002년에는 앨범 'More Than A Woman'으로 200만장을 팔았고, 앨범차트에서 5위까지 기록한다.
2003년에는 그녀의 베스트 앨범인 'Ultimate Toni Braxton'발매, 2005년애는 앨범 'Libea'로 앨범차트에서 2위를 기록한다.
2010년에 음반 'Pulse'가 발매되었다.

## 음반 목록
- Toni Braxton (1993)
- Secrets (1996)
- The Heat (2000)
- Snowflakes (2001)
- More Than a Woman (2002)
- Libra (2005)
- Pulse (2010)
- Love, Marriage & Divorce (2014; 베이비페이스와 함께)
- Sex & Cigarettes (2018)

## 같이 보기
- 대중음악의 별명 목록
- 가장 많은 음반을 판 음악가 목록